# Redfieldia
Redfieldia là một chi thực vật có hoa trong họ Hòa thảo (Poaceae).

## Loài
Chi Redfieldia gồm các loài: